# Yanacocha (Urubamba)
Yanacocha est un lac au Pérou situé dans la région de Cusco, province d'Urubamba, district de Huaylllabamba,. Yanacocha ainsi que les lacs voisins nommés Chaquicocha et Kellococha (Quechua pour "lac jaune") est connu pour ses bois de polylepis.  Il est situé en haut de la montagne nommée Chaquicocha.

## Voir également
- Machu Colca
- la liste des lacs du Pérou